# Leonid Berenstein
Leonid Jefimowicz Berenstein, także Berensztejn, ps. „Wołodia”, ros. Леонид Ефимович Беренштейн (ur. 15 lipca 1921 w Szpikowie, zm. 30 marca 2019 w Kirjat Atta) – radziecki oficer i partyzant pochodzenia żydowskiego.

## Życiorys
Urodził się 15 lipca 1921 w Szpikowie w guberni podolskiej w rodzinie żydowskiej jako syn Chaima i Riwy. W 1938 ukończył szkołę średnią nr 58 w Kijowie. Został mistrzem Ukrainy w boksie w wadze lekkiej.
W 1939 wstąpił do Kijowskiej Szkoły Piechoty Armii Czerwonej. Podczas II wojny światowej w maju 1941 awansowany do stopnia porucznika został asystentem szefa sztabu obwodu przemyskiego. Przez dwa lata działał w ramach partyzantki radzieckiej w trakcie działań na froncie wschodnim na obszarze Ukrainy. Od jesieni 1943 był dowódcą w oddziale partyzanckim im. Pożarskiego na obszarze ukraińskim. Działając w składzie 1 Frontu Ukraińskiego 10 maja 1944 został zrzucony na spadochronach w 10-osobowej grupie, która miała podjąć zadania rozpoznania obrony niemieckiej. Wskutek ostrzału niemieckiego wylądował wraz z grupą w okolicach Dydni, ok. 70 km na południowy zachód od zamierzonego miejsca zrzutu. Od tego czasu dowodząc oddziałem podjął działalność wywiadowczą w okolicach Sanoka, Dębicy, Dynowa, Przemyśla i w Bieszczadach, a także działalność dywersyjną przeciw Niemcom, głównie na szlakach komunikacyjnych. Skutkiem działań grupy było wysadzenie 21 transportów kolejowych z uzbrojeniem i wojskiem, a ponadto mostów, składów paliw, cystern. Do działań używano min magnetycznych i detonowanych falami radiowych, eksplozje następowały z opóźnieniem czasowym od 2 do 24 godzin (ładunki podkładane w Sanoku wybuchały np. za Przemyślem, Łupkowem czy Użgorodem). Grupie Berensteina pomocy informacyjnej i aprowizacyjnej udzielała okoliczna ludność polska. Z czasem oddział powiększył się do ponad 200 członków, zaś do grupy – poza Rosjanami i Ukraińcami – przystępowali także Polacy (m.in. ze wsi Liszna), a później także Słowacy i Czesi. Podczas działań oddział Berensteina współpracował z polskimi partyzantami, np. z Oddziałem Partyzanckim Brygad im. Stalina Mikołaja Kunickiego, z oddziałem polskiej samoobrony Józefa Pawłusiewicza Józefa Pawłusiewicza czy grupą Armii Ludowej Tadeusza Sieradzkiego. Oddział Berensteina dokonał rozbicia obozu jenieckiego w Olchowcach, uwalniając więzionych tam ok. 100 żołnierzy radzieckich. We wrześniu 1944 przeszedł przez Karpaty i wspierał słowackie powstanie narodowe.
Po wojnie ukończył studia na Wydziale Prawa w Uniwersytecie Kijowskim. Otrzymał tytuł honorowego obywatelstwa miasta Smiła, a także trzech miast w Polsce i dwóch w Czechosłowacji. Został awansowany do stopnia pułkownika Armii Radzieckiej. W swoich wspomnieniach opowiadał o działalności partyzanckiej na obszarze Podkarpacia. Po przeszło 40 latach od swojej działalności partyzanckiej przybył do Polski na zaproszenie Zarządu Głównego Towarzystwa Przyjaźni Polsko-Radzieckiej i jesienią 1985 przybywał na Podkarpaciu, odwiedzając miejsca, które przemierzał podczas wojny.
Zamieszkał w Kijowie. Był szefem przedsiębiorstw. Od 1991 do 1993 był zastępcą przewodniczącego stowarzyszenia „Ukraina-Izrael”. W 1993 wyemigrował do Izraela wraz z żoną i zamieszkał w Kirjat Atta. Zmarł 30 marca 2019 w tym mieście i 1 kwietnia 2019 został pochowany na tamtejszym cmentarzu.
Jego żoną została Aleksandra Łuniewa, jedyna kobieta zrzucona w maju 1944 w 10-osobowej grupie koło Dydni i pełniąca wówczas funkcję radiotelegrafistki, zaś oboje podjęli decyzję o małżeństwie wkrótce potem w bieszczadzkiej Zatwarnicy. Ich dziećmi zostali Jekatierina i Anatolij.

## Publikacje
- Bez wiz i paszportów (1973, Kijów)[7]
- Przyjaciele i wrogowie (1984)

## Odznaczenia
- Order Czerwonego Sztandaru – ZSRR
- Order Wojny Ojczyźnianej – ZSRR
- Medal „Partyzantowi Wojny Ojczyźnianej” – ZSRR
- Order „Za odwagę” I klasy – Ukraina
- odznaczenia polskie i czechosłowackie

## Upamiętnienie
Bohater filmu izraelskiego z udziałem aktorów ukraińskich, głównie w języku rosyjskim z 2021.